# Liste des espèces d'oiseaux de Polynésie française
- Nombre d'espèces : 126
- Nombre d'endémiques : 30
- Nombre de nicheurs endémiques : 1
- Nombre d'espèces globalement menacées : 26
- Nombre d'espèces éteintes : 7
- Nombre d'espèces introduites : 14

## A
- Aigrette sacrée (Egretta sacra)
- Albatros à sourcils noirs (Thalassarche melanophrys) Rare/Accidentel
- Albatros hurleur (Diomedea exulans)
- Albatros royal (Diomedea epomophora)
- Astrild ondulé (Estrilda astrild) Espèce introduite

## B
- Bécasseau à poitrine cendrée (Calidris melanotos)
- Bécasseau roussâtre (Tryngites subruficollis) Rare/Accidentel Quasi menacé
- Bécasseau sanderling (Calidris alba)
- Bergeronnette grise (Motacilla alba)
- Bulbul à ventre rouge (Pycnonotus cafer) Espèce introduite
- Busard de Gould (Circus approximans) Espèce introduite

## C
- Canard à sourcils (Anas superciliosa)
- Canard pilet (Anas acuta) Rare/Accidentel
- Canard souchet (Spatula clypeata)
- Capucin donacole (Lonchura castaneothorax) Espèce introduite
- Carpophage de la Société (Ducula aurorae) Endémique En danger
- Carpophage des Marquises (Ducula galeata) Endémique En danger critique d'extinction
- Carpophage pacifique (Ducula pacifica) Espèce introduite
- Chevalier à ailes blanches (Prosobonia leucoptera) Endémique Éteint
- Chevalier de Kiritimati (Prosobonia cancellata) Endémique
- Chevalier de Sibérie (Tringa brevipes)
- Chevalier d'Ellis (Prosobonia ellisi) Endémique Éteint
- Chevalier des Touamotou (Prosobonia parvirostris) Endémique
- Chevalier errant (Tringa incanus)
- Combattant varié (Calidris pugnax) Rare/Accidentel
- Coq bankiva (Gallus gallus) Espèce introduite
- Coucou de Nouvelle-Zélande (Urodynamis taitensis)
- Courlis d'Alaska (Numenius tahitiensis) Vulnérable

## D
- Damier du Cap (Daption capense) Rare/Accidentel
- Diamant à cinq couleurs (Neochmia temporalis) Espèce introduite

## F
- Faisan de Colchide (Phasianus colchicus) Espèce introduite
- Fou à pieds rouges (Sula sula)
- Fou brun (Sula leucogaster)
- Fou masqué (Sula dactylatra)
- Frégate ariel (Fregata ariel)
- Frégate du Pacifique (Fregata minor)

## G
- Gallicolombe des Marquises (Gallicolumba rubescens) Endémique En danger
- Gallicolombe érythroptère (Gallicolumba erythroptera) Endémique En danger critique d'extinction
- Géopélie zébrée (Geopelia striata) Espèce introduite - localement bien implantée en Polynésie, Holyoak et Thibault ne la signalent pas aux Marquises[1]
- Goéland à bec cerclé (Larus delawarensis) Rare/Accidentel
- Grand Héron (Ardea herodias)
- Grand-duc d'Amérique (Bubo virginianus) Espèce introduite
- Grande Aigrette (Ardea alba)
- Gygis blanche (Gygis alba)

## H
- Héron garde-bœufs (Bubulcus ibis)
- Héron strié (Butorides striata)
- Hirondelle de rivage (Riparia riparia)
- Hirondelle de Tahiti (Hirundo tahitica)
- Hirondelle rustique (Hirundo rustica)

## L
- Labbe parasite (Stercorarius parasiticus) Rare/Accidentel
- Labbe pomarin (Stercorarius pomarinus)
- Lori de Kuhl (Vini kuhlii) Endémique En danger
- Lori nonnette (Vini peruviana) Endémique Vulnérable
- Lori ultramarin (Vini ultramarina) Endémique En danger

## M
- Marouette fuligineuse (Zapornia tabuensis)
- Martin triste (Acridotheres tristis) Espèce introduite
- Martin-chasseur des Gambier (Todiramphus gambieri) Endémique En danger critique d'extinction
- Martin-chasseur des Marquises (Todiramphus godeffroyi) Endémique En danger
- Martin-chasseur respecté (Todiramphus tutus)
- Martin-chasseur vénéré (Todiramphus veneratus) Endémique
- Monarque de Fatu Hiva (Pomarea whitneyi) Endémique En danger critique d'extinction
- Monarque de Tahiti (Pomarea nigra) Endémique
- Monarque des Marquises (Pomarea mendozae) Endémique
- Monarque iphis (Pomarea iphis) Endémique
- Mouette atricille (Leucocephaeus atricilla) Rare/Accidentel
- Mouette de Franklin (Leucocephaeus pipixcan) Rare/Accidentel

## N
- Noddi bleu (Anous ceruleaus)
- Noddi brun (Anous stolidus)
- Noddi noir (Anous minutus)

## O
- Océanite à gorge blanche (Nesofregetta fuliginosa) Vulnérable
- Océanite à ventre blanc (Fregetta grallaria)
- Océanite cul-blanc (Hydrobates leucorhous)
- Océanite de Castro (Hydrobates castro) Rare/Accidentel
- Océanite frégate (Pelagodroma marina)

## P
- Perruche de Raiatea (Cyanoramphus ulietanus) Endémique Éteint
- Perruche de Tahiti (Cyanoramphus zealandicus) Endémique Éteint
- Petit Chevalier (Tringa flavipes) Rare/Accidentel
- Petit Puffin (Puffinus assimilis)
- Pétrel à ailes noires (Pterodroma nigripennis)
- Pétrel à poitrine blanche (Pterodroma alba) En danger
- Pétrel de Bulwer (Bulweria bulwerii)
- Pétrel de Cook (Pterodroma cookii) Rare/Accidentel En danger
- Pétrel de Henderson (Pterodroma atrata) En danger
- Pétrel de Juan Fernandez (Pterodroma externa) Vulnérable
- Pétrel de Lesson (Pterodroma lessonii)
- Pétrel de Murphy (Pterodroma ultima) Quasi menacé
- Pétrel de Tahiti (Pseudobulweria rostrata) Nicheur endémique Quasi menacé
- Pétrel des Kermadec (Pterodroma neglecta)
- Pétrel géant (Macronectes giganteus) Rare/Accidentel Vulnérable
- Pétrel hérault (Pterodroma arminjoniana)
- Pétrel maculé (Pterodroma inexpectata) Quasi menacé
- Pétrel noir (Pterodroma macroptera)
- Phaéton à bec jaune (Phaethon lepturus)
- Phaéton à bec rouge (Phaethon aethereus) Rare/Accidentel
- Phaéton à brins rouges (Phaethon rubricauda)
- Pigeon biset (Columba livia) Espèce introduite
- Pluvier argenté (Pluvialis squatarola) Rare/Accidentel
- Pluvier fauve (Pluvialis fulva)
- Pluvier semipalmé (Charadrius semipalmatus) Rare/Accidentel - un signalement d'un mâle le 6 septembre 1975[1]
- Prion bleu (Halobaena caerulea)
- Ptilope de Dupetit Thouars (Ptilinopus dupetithouarsii) Endémique
- Ptilope de Hutton (Ptilinopus huttoni) Endémique Vulnérable
- Ptilope de la Société (Ptilinopus purpuratus) Endémique
- Ptilope de Makatéa (Ptilinopus chalcurus) Endémique Vulnérable
- Ptilope de Mercier (Ptilinopus mercierii) Endémique Éteint
- Ptilope des Tuamotu (Ptilinopus coralensis) Endémique Quasi menacé
- Puffin à bec grêle (Puffinus tenuirostris)
- Puffin à pieds roses (Puffinus creatopus) Vulnérable
- Puffin d'Audubon (Puffinus lherminieri)
- Puffin de la Nativité (Puffinus nativitatis)
- Puffin de Rapa (Puffinus myrtae) Nicheur endémique En danger critique d'exinction
- Puffin fouquet (Puffinus pacificus)
- Puffin fuligineux (Ardenna griseus) Quasi menacé
- Puffin gris (Procellaria cinerea) Quasi menacé

## R
- Râle tévéa (Hypotaenidia pacificus) Endémique Éteint
- Rousserolle à long bec (Acrocephalus caffer)
- Rousserolle de Rimatara (Acrocephalus rimatarae) Endémique Vulnérable

## S
- Salangane de la Société (Aerodramus leucophaeus) Endémique Vulnérable
- Salangane des Marquises (Aerodramus ocistus) Endémique
- Sterne à dos gris (Onychoprion lunatus)
- Sterne fuligineuse (Onychoprion fuscatus)
- Sterne huppée (Thalasseus bergii)

## T
- Talève des Marquises (Porphyrio paepae) Endémique Éteint
- Talève sultane (Porphyrio porphyrio)
- Tangara à dos rouge (Ramphocelus dimidiatus) Espèce introduite
- Tournepierre à collier (Arenaria interpres)
- Traquet motteux (Oenanthe oenanthe)

## Z
- Zostérops à dos gris (Zosterops lateralis) Espèce introduite